# توماس دروته
توماس دروته (انگلیسی: Thomas Deruette؛ زادهٔ ۶ ژوئیهٔ ۱۹۹۵) دوچرخه‌سوار اهل بلژیک است.
از باشگاه‌هایی که در آن بازی کرده‌است می‌توان به دابلیوبی ورانکلاسیک آکوا پروتکت اشاره کرد.